# 1-Désoxy-D-xylulose-5-phosphate réductoisomérase
 (mars 2023).
Si vous disposez d'ouvrages ou d'articles de référence ou si vous connaissez des sites web de qualité traitant du thème abordé ici, merci de compléter l'article en donnant les références utiles à sa vérifiabilité et en les liant à la section « Notes et références ».
La 1-désoxy-D-xylulose-5-phosphate réductoisomérase, ou DXP réductoisomérase, est une oxydoréductase qui catalyse la conversion du 1-désoxy-D-xylulose-5-phosphate en 2-C-méthylérythritol-4-phosphate, :
|                                 | + NADPH + H+ {\displaystyle \rightleftharpoons } NADP+ + |                                  |
| 1-désoxy-D-xylulose-5-phosphate |                                                          | 2-C-méthylérythritol-4-phosphate |

Des ions cobalt Co2+, manganèse Mn2+ ou magnésium Mg+ interviennent comme cofacteurs dans cette réaction.
Cette enzyme intervient à la deuxième étape de la voie du méthylérythritol phosphate, qui est une voie métabolique de biosynthèse de l'isopentényl-pyrophosphate (IPP) et du diméthylallyl-pyrophosphate (DMAPP) alternative à la voie du mévalonate chez les plantes, certains protozoaires et la plupart des bactéries, l'IPP et le DMAPP étant des métabolites qui conduisent notamment à la synthèse des terpénoïdes.